# أبو القاسم الحامض
عبد الله بن محمد بن إسحاق بن يزيد بن نصر بن مهران المروزي البغدادي، وكنيته أبو القاسم، ولقبه الحامض أو حامض رأسه، (تُوفيّ رمضان، 329 هـ بِبغداد)، عالم مسلم ومحدث من رواة الحديث النبوي.

## سيرته
أصله يعود إلى مرو الشاهجان حيثُ وُلِد فيها ويُنسب إليها بـ المروزي، ولكنه انتقل منها إلى بغداد في مرحلة من مراحل حياته فنُسِب إلى بغداد أيضًا.
في بغداد نبغ في علم الحديث فرواه من العديد، مِثل: سعدان بن نصر، والحسن بن أبي الربيع الجرجاني، وأبو يحيى محمد بن سعيد العطار، وأبو أمية الطرسوسي، ويوسف بن عمر القَوَّاس، ويحيى بن صاعد، وجحدر بن الحارث بحديث واحدٍ فقط إذ يقول الحامض: «لم أكتب عنه غيره..»، وغيرهم من الرواة.
ورى عنه بالمقابل: أبو عمر بن حيويه، والقاضي أبو بكر الأبهري، وأبو الحسن الدارقطني في سنن الدارقطني، وعمر بن شاهين، والمعافى الجريري، وأبو الحسين بن جميع في معجم ابن جميع، وعلي بن عبد العزيز البرذعي، والمعانم ابن زكريا، وأحْمَد بن الفرج بن الحجاج، وغيرهم.
ترجم له من العلماء: الإمام الذهبي في كتابه سير أعلام النبلاء، وصلاح الدين الصفدي في كتابه الوافي بالوفيات، وغيرهم.
وصفه الذهبي في ترجمته بـ: «الجليل الثقة أبو القاسم عبد الله بن محمد بن إسحاق...»، وأضاف في موضع آخر: «ونقل الخطيب أنه ثقة.»، وأيضًا وثقه ابن الجوزي ، وقال أبو بكر الأبهري: «ثقة.»
من الأحاديث التي رواها، وقد أورده الذهبي:
| أبو القاسم الحامض | أخبرنا أبو حفصٍ الطائيّ، أخبرنا ابن الحرستاني، أخبرنا ابن المُسلَّم، أخبرنا ابن طُلَّابٍ، أخبرنا ابْنُ جُمَيْعٍ، حدثنا عبد الله بن محمّدٍ الحامِض ببغداد، حدثنا الفضل بن موسى، حدثنا عصمة بن عبد الله، حدثنا هشام بن عروة، عن أبيه، عن عائشة، قالت: قال رسول الله ﷺ: إنَّ مِنَ الشِّعرِ حِكَمًا وذَكَر الحديث. | أبو القاسم الحامض |

تُوفيّ الحامض حسبما قال الذهبي وصلاح الدين الصفدي في شهر رمضان من 329 هـ بِبغداد.